# Souhane
Souhane (em árabe: صوحان) é uma pequena cidade montanhosa entre Larbaâ e Tablat, localizada na província de Blida, Argélia, ao longo da rodovia N8, cerca de 25 quilômetros ao sul de Argel. De acordo com o censo de 2008, a população total da cidade era de 260 habitantes.
Após o massacre de Souhane, de 20 a 21 de agosto de 1997, em que 64 pessoas foram mortas e quinze mulheres sequestradas, a população aterrorizada saiu em massa, provocando o declive da população da cidade de 4 000 antes do massacre para apenas 103 em 2002; e desde então, a população aumentou, para trezentos em 2005.
Seu código postal é 0917.